# APS Zákynthos
APS Zákynthos (Zakynthos F.C., gr. Α.Π.Σ. Ζάκυνθος, Αθλητικός Ποδοσφαιρικός Σύλλογος Ζάκυνθος) – grecki klub piłkarski z siedzibą w Zakintos. Klub został oficjalnie założony w 1969 roku po fuzji dwóch innych lokalnych klubów z których jeden powstał w roku 1961.
Obecnie klub występuje w rozgrywkach Gamma Ethniki.